# ستانلي جوردن
ستانلي جوردن (بالإنجليزية: Stanley Jordan)‏ هو عازف قيثارة وعازف بيانو وفنان الشارع أمريكي، ولد في 31 يوليو 1959 في شيكاغو في الولايات المتحدة.

## وصلات خارجية
- الموقع الرسمي
- ستانلي جوردن على موقع IMDb (الإنجليزية)
- ستانلي جوردن على موقع ميوزك برينز (الإنجليزية)
- ستانلي جوردن على موقع إن إن دي بي (الإنجليزية)
- ستانلي جوردن على موقع أول ميوزيك (الإنجليزية)
- ستانلي جوردن على موقع ديسكوغز (الإنجليزية)
- ستانلي جوردن على موقع قاعدة بيانات الفيلم (الإنجليزية)